# Polythore lamerceda
Polythore lamerceda – gatunek ważki z rodziny Polythoridae.